# فيليبور فاسوفيتش
فيليبور فاسوفيتش مواليد 03 أكتوبر 1939 في مملكة يوغوسلافيا - الوفاة 04 مارس 2002 في بلغراد، صربيا والجبل الأسود، كان لاعب كرة قدم صربي كان يلعب كمدافع. لعب خلال مسيرته 286 مباراة سجل خلالها 23 هدفاً.

## مرحلة الشباب

### أندية لعب لها
- نادي بارتيزان

## المسيرة الاحترافية

### أندية لعب لها
- نادي بارتيزان
- النجم الأحمر بلغراد
- أياكس أمستردام

## روابط خارجية
- فيليبور فاسوفيتش على موقع الاتحاد الدولي (مؤرشف)  (الإنجليزية)
- فيليبور فاسوفيتش على موقع الاتحاد الأوربي (الإنجليزية)
- فيليبور فاسوفيتش على موقع قاعدة بيانات كرة القدم.إي يو (الإنجليزية)
- فيليبور فاسوفيتش على موقع بيانات كرة القدم. دي إي (الألمانية)
- فيليبور فاسوفيتش على موقع ناشيونال فوتبول تيمز (الإنجليزية)
- فيليبور فاسوفيتش على موقع عالم كرة القدم.نت (الإنجليزية)